# Cotinga maculata
Cotinga maculata là một loài chim trong họ Cotingidae.